# Переворот 12-12
Переворот 12-12 (хангыль: 12.12 군사반란; ханча: 12.12 軍事叛亂) — военный переворот, произошедший 12 декабря 1979 года в Республике Корея.
В ночь на 12 декабря 1979 года генерал-майор Корейской армии Чон Ду Хван, командир сил безопасности, действуя без санкции со стороны действующего президента Чхве Гю Ха, отдал приказ об аресте генерала Чон Сын Хва, возглавлявшего Штаб чрезвычайного положения, по обвинению в связях с убийцей президента Пак Чон Хи.
После ареста Чхве Гю Ха 29-й полк 9-й дивизии и 2-я и 4-я десантные бригады были введены в Сеул для поддержки 30-й и 33-й столичных групп безопасности, верных Чон Ду Хвану. В столице произошло несколько вооружённых стычек.
На следующее утро восставшие взяли под контроль Министерство обороны и штаб армии. Вместе со своим однокашником Ро Дэ У Чон Ду Хван встал во главе вооружённых сил.
Переворот 12 декабря и последовавший за ним переворот 17 мая завершили историю Четвёртой республики Южной Кореи и стали прологом к созданию Пятой республики Южной Кореи.

## Предпосылки
После гибели Пака Чон Хи произошел серьёзный разлад между военными. Генерал-майор Чон Ду Хван, занимавший пост начальника Управления обороны и безопасности, стал главой совместного расследования по делу об убийстве 3-го президента, что не нравилось генералу Чону Сын Хва — командующему штабом армии. Ходили слухи, что СБ и военная полиция подконтрольные Чон Ду Хвану пытали и сажали людей в тюрьмы без разбора. Службой безопасности была создана неофициальная частная группа и тайное общество военных офицеров — «Ханахве», которая стремилась к узурпации. К этому движению присоединились несколько десятков генералов и полковников, которые затрагивали почти все области ВС Республики Корея. Опасаясь наращивания сил «Ханахве», Чон Сын Хва принял решение о чистке в армии. Планировалось направить высокопоставленных офицеров на новые отдаленные должности, что и стало рецептом для вооружённого мятежа.

## В культуре

### Кино
- «Переворот 12.12» (2023)[3]

### Телевидение
- «Четвёртая республика» (1995-96)[4]
- «Пятая республика» (2005)[5][6][7]
- «Ворота в Корею» (1995)[8]
- «Surprise Mystery TV — 12.12: The Day» (2023)[9][10]